# Додонов, Виктор Алексеевич
Виктор Алексеевич Додонов (11 июля 1933 года, село Алешково, Ивановская область — 25 сентября 2021 года, Нижний Новгород) — доктор химических наук, Заслуженный деятель науки РФ, действительный член Академии инженерных наук РФ, Заслуженный профессор ННГУ.

## Биография

### Происхождение и детство
Виктор Алексеевич Додонов родился 11 июля 1933 года в селе Алешково Лухского района Ивановской области. Отец — Алексей Александрович Додонов был мастером женской одежды, в дальнейшем работал на водном транспорте; во время войны работал в школе по подготовке специалистов для речной флотилии, позднее в Сталинграде занимался разминированием волжского фарватера.
Когда началась война, мать Виктора Алексеевича вместе с двумя сыновьями и своей престарелой матерью была вынуждена выехать вместе с эвакуированными ленинградцами в село Татинец Горьковской области.  В1941 году Виктор впоступил в сельскую школу. В 1944 году семья возвратилась в Горький, где Виктор продолжил учёбу в школе № 38, затем в школе № 113, которую окончил в 1952 году. С восьмого класса преподавательем химии у Виктора был Сергей Васильевич Роганов, который настолько смог заинтересовать школьников химией, что 10 человек из класса после школы поступили на спецфак ГГУ. В детстве Додонов серьёзно увлекался лыжными гонками; в школьном возрасте стал чемпионом города среди юношей.

### Юношество
После школы поступил на спецфак Горьковского государственного университета (ГГУ). Этот факультет был открыт на базе химического факультета в 1948 году и действовал до 1955 года, так что заканчивал обучение в ГГУ Виктор Додонов как студент химического факультета.
После окончания вуза Виктор Додонов в течение 3 лет работал по распределению в лаборатории органической химии НИИ химии при ГГУ. Затем поступил в аспирантуру по кафедре органической химии и прошёл годичную стажировку в Оксфордском университете в известной лаборатории Dysene Perrens Lab. департамента органической химии в группе ученого мировой известности профессора Уильяма А. Уотерса, члена Королевского химического общества Англии. Работая в лаборатории Dysene Perrens Виктор заинтересовался перекисными соединениями. Через год Додонов возвратился в родной университет и продолжил обучение в аспирантуре, занимаясь инициирующими системами на основе перекисных соединений. Исследования инициирующих систем привело к защите в 1965 году кандидатской диссертации «Перацилалкил(арил)карбонаты», посвященной синтезу ацилалкил(арил)карбонатов, представлявших новый класс органических пероксидов, исследованию термораспада и их использования в качестве эффективных инициаторов полимеризации метилметакрилата и хлористого винила.

### Взрослые годы
После окончания аспирантуры Додонов был оставлен преподавать на кафедре органической химии, занимаюсь при этом собственными исследованиями органических перекисей и инициаторов радикальной полимеризации на их основе. Тему образования свободных радикалов при распаде элементоорганических соединений начинал исследовать ещё Разуваев Г.А. под руководством Петров, Александр Дмитриевич (химик).
Достижения в кафедральных исследованиях реакций органических и элементоорганических пероксидов и инициирования радикальной полимеризации нашли отклик и взаимный интерес на Дзержинских предприятиях по производству полимеров. Начались масштабные договорные работы с НИИ Полимеров им. В.А. Каргина, заводом «Оргстекло», «Капролактам», а также с московским институтом ВИАМ. Этому способствовали важные для практики достижения в исследованиях реакций органических и элементоорганических пероксидов и инициирования радикальной полимеризации. Блок-полимеризация метилметакрилата на основе этих совместных работ с НИИ Полимеров им. В.А. Каргина была реализована на производстве. Помимо этого с НИИ Полимеров им.Каргина была разработана инициирующая система, позволяющая проводить полимеризацию виниловых мономеров без предварительной очистки мономера от стабилизатора (гидрохинона).
В 1971 году академик Г.А. Разуваев перешёл на работу директором Института химии АН СССР. Кафедру органической химии ННГУ им. Лобачевского возглавил с этого года Виктор Алексеевич.
В 1972 г. в США была издана монография “Organic Peroxides”, содержащая главу по реакциям органических пероксидов с металлорганическими соединениями, написанную Додоновым совместно с Г.А. Разуваевым, В.А. Шушуновым и Т.Г. Брилкиной. Перевод этого издания на русском языке издан в России в 1985 г.
Развивая исследования пероксидов и инициирующих систем на их основе были получены металлорганические пероксиды непереходных металлов. Дальнейшие испытания показали, что эти соединения являются специфическими окислителями, позволяющие направленно окислять органические соединения.
В 1975 году Додонов защитил докторскую диссертацию «Исследование в области элементоорганических пероксидных соединений и перацилалкил(арил)карбонатов» в московском Институте органической химии им. Н.Д. Зелинского РАН. Додоновым впервые в мировой практике был проведен направленный синтез пероксипроизводных непереходных металлов, изучена реакционная способность и строение пероксипроизводных непереходных элементов, в том числе металлоорганических пероксидов типа RnMOOBu-t (M = Hg, Tl, Si, Ge, Sb, Bi и др., n = 2-4), органических пероксидов с металлоорганическими фрагментами типа RnMOC(O)(CH2)mOOBu-t и RnMOC(O)(CH2)mС(О)OOBu-t (M = Si, Ge, Sn, Sb), а также органометаллических пероксидов Tl, Si, Ge, Sb, включающих пероксидные группировки RnMOOMRn и RnMOOM’Rm.
На основе металлоорганических пероксидов предложены оригинальные низкотемпературные инициирующие системы для полимеризации виниловых мономеров. В 1991 году Додонов на конкурсной основе получил Фулбрайт-грант на поездку в Филадельфию для проведения научных исследований и чтения лекций по использованию металлорганических соединений и пероксидов в синтезе органических соединений и полимеров студентам Темпельского университета.

## Научная деятельность
Под руководством Додонова  были синтезированы новые классы органических и элементоорганических пероксидов. Установлено, что комплексы и радикалы, образуемые при взаимодействии пероксидов с элементоорганическими соединениями, проявляют уникальные свойства инициировать процессы полимеризации мономеров акрилового и винилового ряда. В результате этих работ были созданы уникальные клеевые составы, способные при комнатной температуре без предварительной подготовки поверхности склеивать полимеры с низкой поверхностной энергией (полиэтилен, полипропилен, поливинилхлорид и, особенно, тефлон), а также создавать новые композиционные материалы из этих полимеров и металлов. В строительной промышленности стала применяться новая технология ускоренной клеевой сборки полимерных трубопроводов канализационных систем (внедрено на предприятиях Минюгстроя). Американская фирма Dow Chemical заинтересовалась клеевыми разработками В.А. Додонова. В течение ряда лет фирма финансировала студентов и аспирантов, работающих в этом направлении. На автозаводах Европы запущена новая технология сборки автомобилей, где полипропиленовые бамперы на конвейере приклеиваются к стальному кузову.. Простота метода обуславливалась использованием стабильного на воздухе комплекса бороорганического соединения с амином. В момент смешивания его с метакриловой кислотой происходило высвобождение свободного триалкилбора, который окислялся на воздухе с образованием алкильных радикалов, ведущих процесс отверждения клеевой композиции, а также алкоксильных радикалов, участвующих в прививке макроцепей к поверхности склеиваемого эластомера.
Другое важное направление научных исследований, развиваемое Додоновым— изучение реакций окисления органических веществ пероксидами в присутствии соединений металлов. Установлено, что в мягких условиях при комнатной температуре можно осуществлять введение кислородсодержащих функциональных групп в углеродный скелет органических молекул различных классов, в том числе и наиболее инертных веществ – углеводородов. Причем, в определённых условиях главным участником реакции становится кислород воздуха, а пероксид и металл выступают катализаторами.
Ещё одной ветвью научных разработок кафедры под руководством Додонова стало развитие органического синтеза с применением арильных соединений сурьмы и висмута в условиях металлокомплексного катализа соединениями меди и палладия. Работы по этим превращениям также велись нобелевским лауреатом сэром Дереком Бартоном, поэтому получили названия конденсации Бартона — Додонова. Развитие сотрудниками этих идей привело к открытию фенилирования спиртов, аминов, олефинов (В присутствии двухвалентной меди трифенилвисмут(V) диацетат фенилирует спирты, амины и терминальные (концевые) олефины ), названной реакцией Гущина-Додонова
Долгое время Додонов совмещал заведование кафедрой органической химии и руководство лабораторией органической химии НИИ химии ННГУ. Одним из важнейших было изучение процессов газофазного разложения металлоорганических соединений (МОС) с целью получения металлосодержащих (металлических, карбидных, оксидных) пленок и покрытий [12] . Эти работы были начаты ещё профессором Г.Г. Петуховым, который инициировал систематические исследования термораспада OMCVD-методом всех типов получаемых в руководимой им лаборатории органической химии НИИХ летучих металлоорганических соединений. В зависимости от типа МОС, температуры, газа носителя, состава подложки получались пленочные покрытия хрома для производства резисторов, карбида хрома для защиты поверхности алюминиевых ТВЭЛов, а также увеличения износостойкости режущего инструмента (сверла, резцы). Уникальные металлические никелевые покрытия взамен серебряных получены из дикетонатных и кетоиминных комплексов эпитаксиальным осаждением в восстановительной атмосфере Н2/Ar. Пленки никеля имели достаточно высокую адгезию к поверхности стекла, керамики и других материалов и обладали очень важной способностью впаиваться в электрические схемы обычным оловянным припоем. Работы по нанесению пленочных металлосодержащих покрытий на стекло и керамику имели важное практическое значение и давали возможность лаборатории органической химии постоянно зарабатывать значительные средства по хоздоговорам с предприятиями машиностроения. Химическое взаимодействие поверхности с продуктами термолиза летучих элементоорганических соединений и комплексов представляло предмет специальных исследований Додонова  с аспирантами.

## Награды
- Заслуженный деятель науки Российской Федерации (26 июля 1994) — за заслуги в научной деятельности

## Семья
- Жена - Татьяна Додонова ( 1934-2020) выпускница НГТУ им.Р.Е.Алексеева (ранее им.Жданова А.А.), кораблестроительный факультет.
- Сын - Михаил Додонов — химик-технолог, выпускник ННГУ им.Лобачевского, химический факультет.
- Дочь - Ольга Додонова - музыкант, выпускник Нижегородской консерватории им.М.И.Глинки, композиторско-музыковедческий факультет.
  - Внук: Владимир Додонов — химик, кандидат наук, заведующий лабораторией ФМОС ИМХ РАН, старший научный сотрудник ИМХ РАН, выпускник ННГУ им.Лобачевского, химический факультет.